# 拉瓦勒 (马耶讷省)
拉瓦勒（法語：Laval，法語發音：[laval]），法国西北部城市，卢瓦尔河地区大区马耶讷省的一个市镇，也是该省的省会和人口最多的城市，下辖拉瓦勒区。拉瓦勒位于马耶讷省中部，马耶讷河两岸，其市镇面积为34.22平方公里，2022年1月1日人口数量为49,474人。
拉瓦勒位于马耶讷省的中央地带，马耶讷河两岸，雷恩和勒芒两座城市的中点位置，是连接巴黎和布列塔尼半岛交通干线上的重要一站，法国国家A81号高速公路、巴黎－布雷斯特铁路和布列塔尼-卢瓦尔河地区高速铁路均经过拉瓦勒境内。
拉瓦勒是法国唯一的名称为回文的省会城市，其名称来源于瓦拉教士。拉瓦勒是法国艺术与历史之城，其建城于中世纪，1429年以拉瓦勒为首府设立了伯国，法国大革命后成为马耶讷省的省会。现代拉瓦勒是区域性的政治、经济、文化中心和交通枢纽，世界第一大乳制品供应商拉克塔利斯集团的总部设于拉瓦勒，而1999年创建的拉瓦勒虚拟现实则使得拉瓦勒成为了歐洲最大的虛擬現實國際會議舉辦地。拉瓦勒也因同名足球俱乐部而闻名，后者曾参加过13个赛季的法国足球甲级联赛。

## 地名来源
“拉瓦勒”一名来源于加洛林王朝时期在此修建教堂的教士瓦拉（法語：Wala (Carolingien)），是这一名称的变体。
“拉瓦勒”的法语名称“Laval”左右对称，是法国唯一一座名称为回文的省会城市。

## 歷史

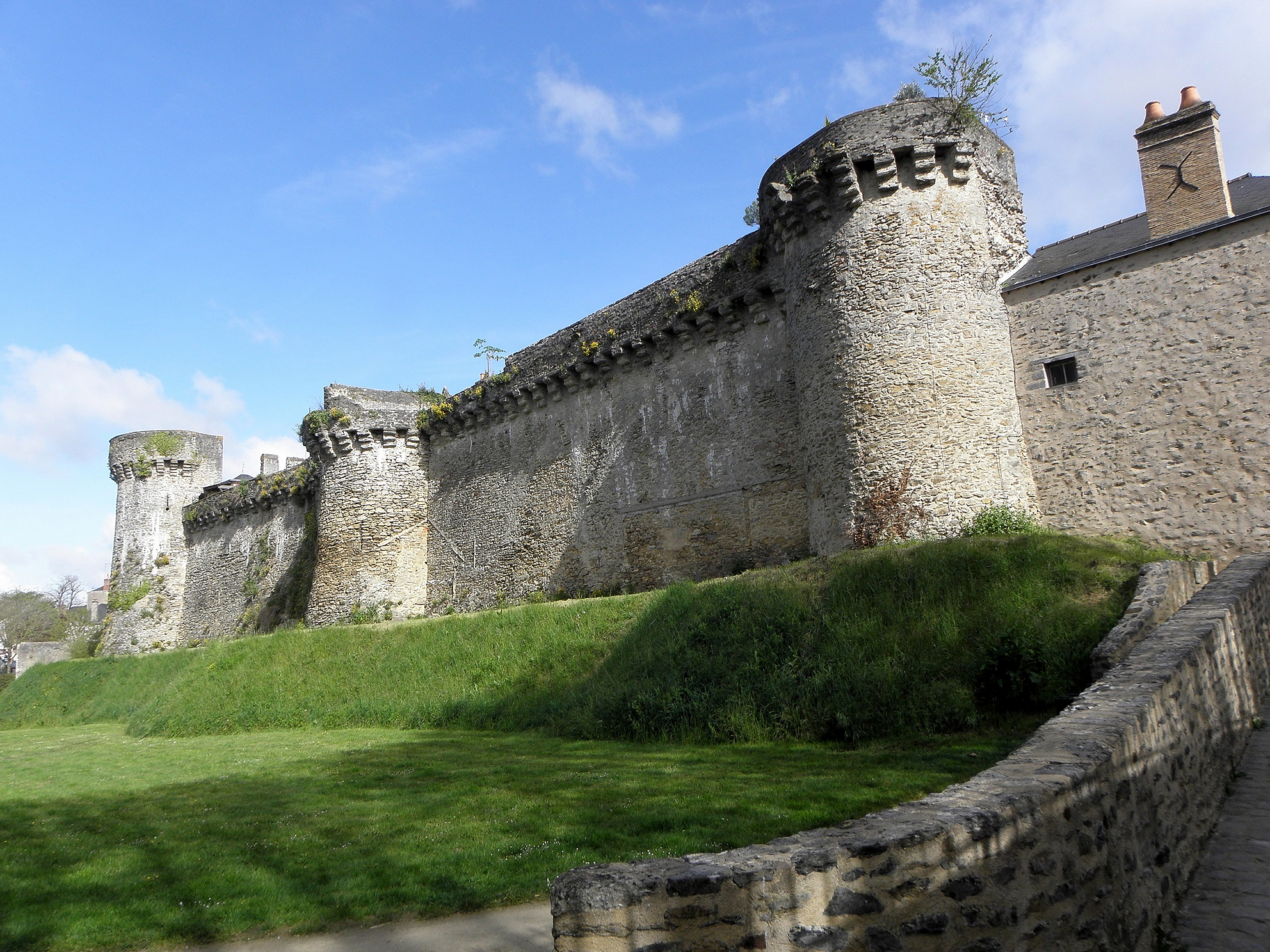
建于公元13世纪的拉瓦勒城墙

拉瓦勒地区早在古羅馬時代就已出现人类活动，是连接巴黎和布列塔尼半岛之间的交通要塞，但還只是小鎮。直至11世纪，在当地一个封建领主的带领下，拉瓦勒才逐渐发展成为一座商业集镇。英法百年戰爭期間，拉瓦勒地区是重要戰場，并於1428年被英國占领。1429年，查理七世收復拉瓦勒并设立拉瓦勒伯国。1529年，拉瓦勒城堡建成并成为伯国的总督所在地。中世纪后，拉瓦勒所属的曼恩行省逐渐分为两部分，其中拉瓦勒地区因为经济相对落后而被称为“下曼恩”。到了十八世紀中葉，拉瓦勒的人口数量超过1.8万，成为了當時是食鹽交易中心，而食鹽都是產自布列塔尼半島。法国大革命结束后，拉瓦勒所在的“下曼恩”地区成立了马耶讷省，拉瓦勒成为省会。十九世紀中后期，巴黎－布雷斯特铁路建成通车，拉瓦勒成为了一个区域性的铁路枢纽，人口数量超过2万。在第二次世界大战期間，拉瓦勒被納粹佔領，並於1944年夏季遭受盟軍轟炸，并于8月6日解放。二戰後，開始發展食品加工以及機械工業。

## 地理

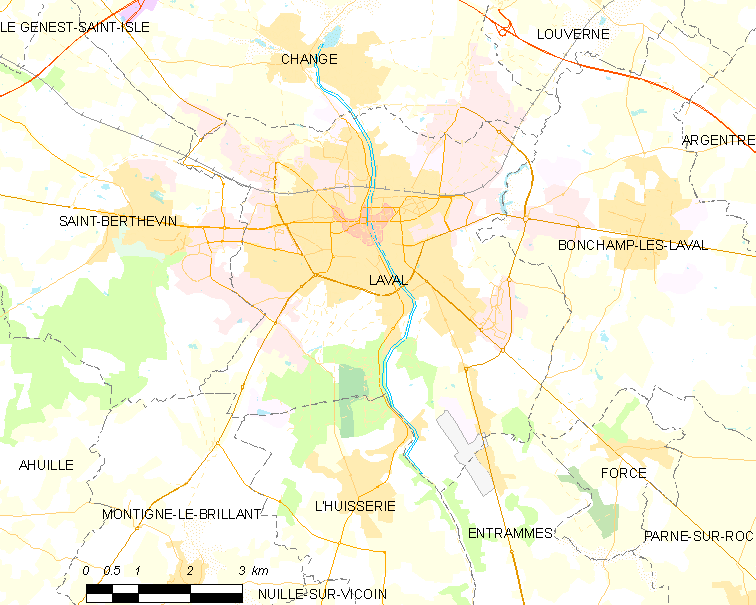
拉瓦勒市镇范围地图

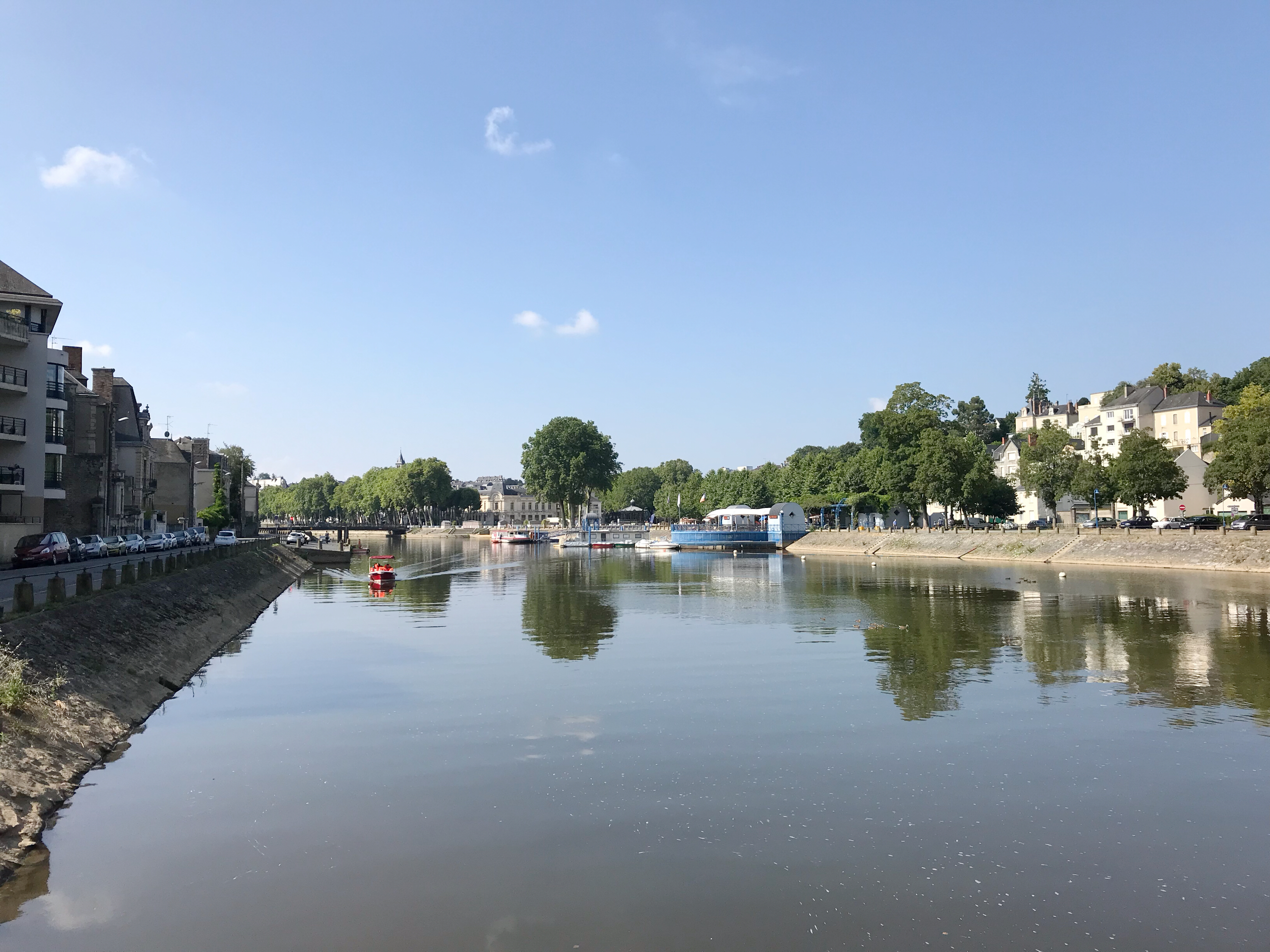
马耶讷河拉瓦勒段

拉瓦勒位于法国西北部，卢瓦尔河地区大区的北部和马耶讷省的中部，距离大区首府南特大约135公里，距离法国首都巴黎大约281公里。与拉瓦勒接壤的市镇包括：邦尚莱拉瓦勒、尚热、昂特拉姆、吕斯里、蒙蒂涅勒布里扬、圣贝特万。

### 地形
拉瓦勒位于马耶讷河谷之中，市区内地势由马耶讷河向东西两侧抬升，市中心海拔约70、42、122、82米，全境海拔则在42至122米之间。

### 地质
拉瓦勒位于巴黎盆地西部边缘地带，地表以现代沉积物为主。

### 水文
拉瓦勒属于法国五大流域之一的卢瓦尔河流域，其一级支流马耶讷河自北向南流经拉瓦勒市区，平均宽度在70米左右。

### 植被
拉瓦勒属于温带落叶林区，市区内的主要绿地公园包括拉佩里讷花园（Jardin de la Perrine）、圣朱利安公园（Parc Saint-Julien）等，均常年免费向公众开放。
在鲜花城市的评比中，拉瓦勒被评为3星级鲜花城市。

### 气候
拉瓦勒在柯本气候分类法中属于温带海洋性气候，年温差较小，降水分布均匀。
拉瓦勒市区南部设有气象站，以下为该气象站的数据：
| 拉瓦勒1981年－2019年 | 拉瓦勒1981年－2019年 | 拉瓦勒1981年－2019年 | 拉瓦勒1981年－2019年 | 拉瓦勒1981年－2019年 | 拉瓦勒1981年－2019年 | 拉瓦勒1981年－2019年 | 拉瓦勒1981年－2019年 | 拉瓦勒1981年－2019年 | 拉瓦勒1981年－2019年 | 拉瓦勒1981年－2019年 | 拉瓦勒1981年－2019年 | 拉瓦勒1981年－2019年 | 拉瓦勒1981年－2019年 |
| 月份                 | 1月                  | 2月                  | 3月                  | 4月                  | 5月                  | 6月                  | 7月                  | 8月                  | 9月                  | 10月                 | 11月                 | 12月                 | 全年                 |
| -------------------- | -------------------- | -------------------- | -------------------- | -------------------- | -------------------- | -------------------- | -------------------- | -------------------- | -------------------- | -------------------- | -------------------- | -------------------- | -------------------- |
| 历史最高温 °C（°F）  | 16.6 (61.9)          | 19.6 (67.3)          | 23.7 (74.7)          | 27.7 (81.9)          | 31.2 (88.2)          | 37.8 (100.0)         | 39.3 (102.7)         | 39.6 (103.3)         | 33 (91)              | 27.4 (81.3)          | 20.5 (68.9)          | 16.6 (61.9)          | 39.6 (103.3)         |
| 平均高温 °C（°F）    | 8 (46)               | 9.5 (49.1)           | 12.6 (54.7)          | 15 (59)              | 19.2 (66.6)          | 22.3 (72.1)          | 24.3 (75.7)          | 24.8 (76.6)          | 21.3 (70.3)          | 16.7 (62.1)          | 11.3 (52.3)          | 8.2 (46.8)           | 16.1 (61.0)          |
| 日均气温 °C（°F）    | 5.2 (41.4)           | 6 (43)               | 8.3 (46.9)           | 10.2 (50.4)          | 14.1 (57.4)          | 16.9 (62.4)          | 18.9 (66.0)          | 19.2 (66.6)          | 16.1 (61.0)          | 12.7 (54.9)          | 8.1 (46.6)           | 5.4 (41.7)           | 11.8 (53.2)          |
| 平均低温 °C（°F）    | 2.5 (36.5)           | 2.5 (36.5)           | 4.1 (39.4)           | 5.4 (41.7)           | 9.1 (48.4)           | 11.6 (52.9)          | 13.4 (56.1)          | 13.5 (56.3)          | 10.8 (51.4)          | 8.7 (47.7)           | 4.9 (40.8)           | 2.7 (36.9)           | 7.4 (45.3)           |
| 历史最低温 °C（°F）  | −12.2 (10.0)         | −11.8 (10.8)         | −9.4 (15.1)          | −3.5 (25.7)          | 0.2 (32.4)           | 2.9 (37.2)           | 6 (43)               | 5.3 (41.5)           | 3.2 (37.8)           | −3.4 (25.9)          | −7.4 (18.7)          | −9.2 (15.4)          | −12.2 (10.0)         |
| 平均降水量 mm（）    | 73 (2.9)             | 59.6 (2.35)          | 52.4 (2.06)          | 56.2 (2.21)          | 67.3 (2.65)          | 45.4 (1.79)          | 48.1 (1.89)          | 43.8 (1.72)          | 60.6 (2.39)          | 79.4 (3.13)          | 72.6 (2.86)          | 81.6 (3.21)          | 740 (29.1)           |
| 月均日照時數         | 63.4                 | 85.5                 | 125.3                | 151.5                | 197.2                | 214.2                | 207.6                | 216.9                | 164.5                | 105.2                | 69.2                 | 54.9                 | 1,655.4              |
| 来源：infoclimat.fr  |                      |                      |                      |                      |                      |                      |                      |                      |                      |                      |                      |                      |                      |

## 行政区划

拉瓦勒街区地图

拉瓦勒是法国卢瓦尔河地区大区马耶讷省的一个市镇，编号为53130，它也是马耶讷省的省会。拉瓦勒下辖拉瓦勒区，隶属于马耶讷省第一选区，管理拉瓦勒第一县、第二县和第三县，同时也是拉瓦勒城市圈公共社区的办公驻地。
拉瓦勒市政府按照地理方位将拉瓦勒市镇分为了13个街区，并实行街区自治制度。
法国国家统计与经济研究所（简称）在进行数据统计时，将拉瓦勒及相邻的另外3个市镇设为拉瓦勒城市核心区，并将包括核心区在内的周边共46个市镇划为拉瓦勒城市区。自2020年起，拉瓦勒城市区被包含66个市镇的拉瓦勒城市辐射区代替。此外，还将拉瓦勒市镇分为了20个“块区”（IRIS），以便于统计人口分布情况。

## 交通

### 公路
法国A81号高速公路从拉瓦勒市区北郊的尚热过境，并可通过3号（拉瓦勒-马耶讷）和4号（富热尔-克昂/埃尔内/圣贝尔特万）两个出入口连接市区；另有法国国道N162线和十余条马耶讷省省道在拉瓦勒境内交汇。
卢瓦尔河地区大区公共交通开通由拉瓦勒前往沙托布里扬、昂热以及马耶讷省内主要城市的常规巴士线路。
2018年，70.8%的拉瓦勒居民拥有至少1辆私人汽车。

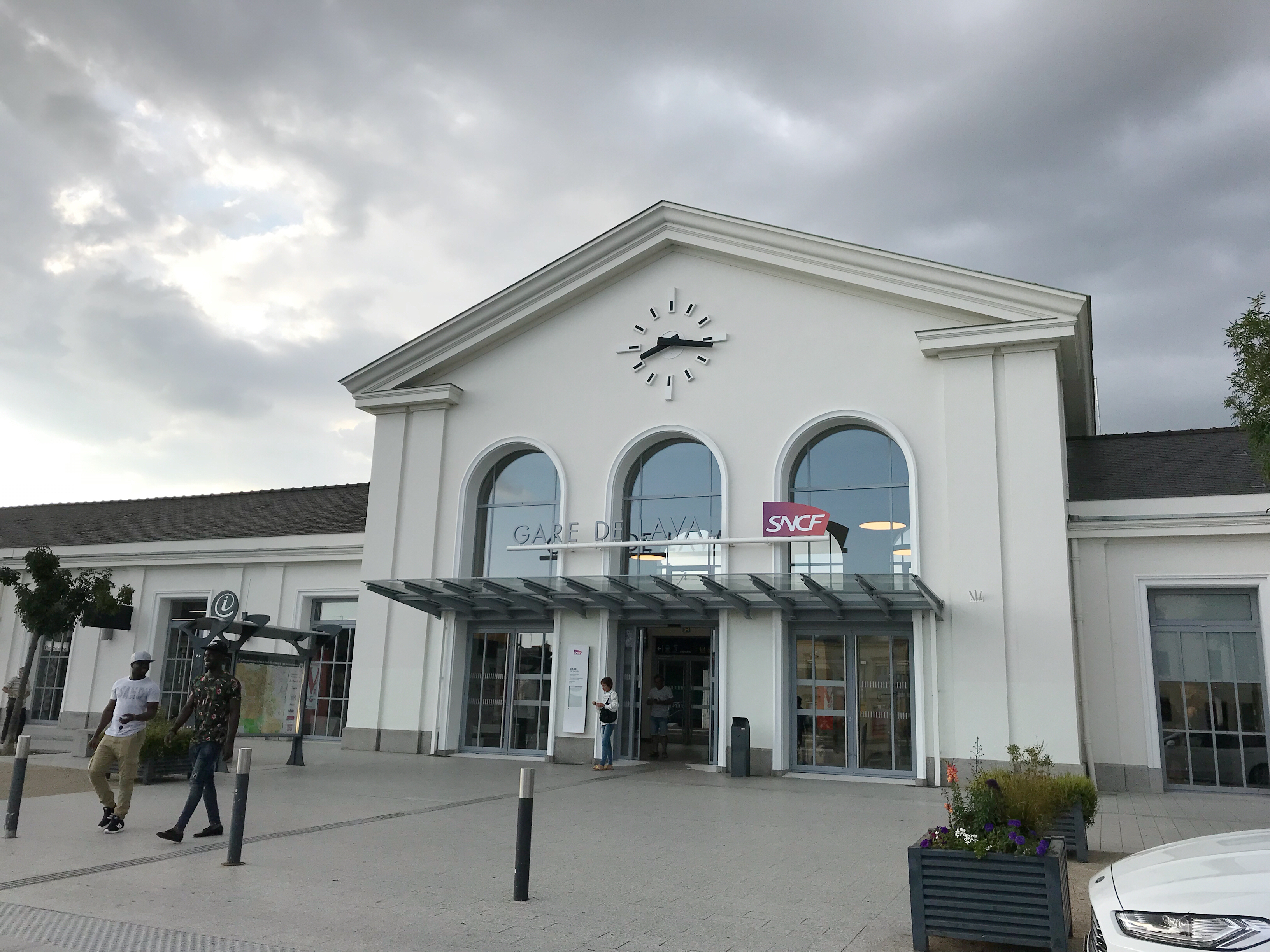
拉瓦勒火车站

### 铁路
拉瓦勒位于巴黎－布雷斯特铁路线上，该铁路是法国西北部重要的铁路干线；此外，高铁布列塔尼线在拉瓦勒市区东西两侧各设有一处联络线可连接拉瓦勒市区内。
拉瓦勒火车站位于拉瓦勒市区东北部，是拉瓦勒境内唯一的铁路客运车站，该站每天停靠由布列塔尼大区城市（雷恩、洛里昂、布雷斯特、圣马洛等）出发前往巴黎以及里昂、里尔、斯特拉斯堡等地的高速列车，同时还开行前往雷恩和勒芒方向的区域列车。由拉瓦勒前往巴黎的最短旅行时间为1小时14分。

### 航空
拉瓦勒-昂特拉姆机场位于拉瓦勒市区南的昂特拉姆境内，该机场开行季节性航班，2018年累计发送旅客390人次。

### 城市公共交通
拉瓦勒城市公共交通（简称，亦为其商业名称）创建于1947年，现开通15条市区公交线路和6条郊区线路，由凯奥雷斯负责运营管理，其线路网覆盖了拉瓦勒城市圈公共社区内的大部分市镇。

## 政治

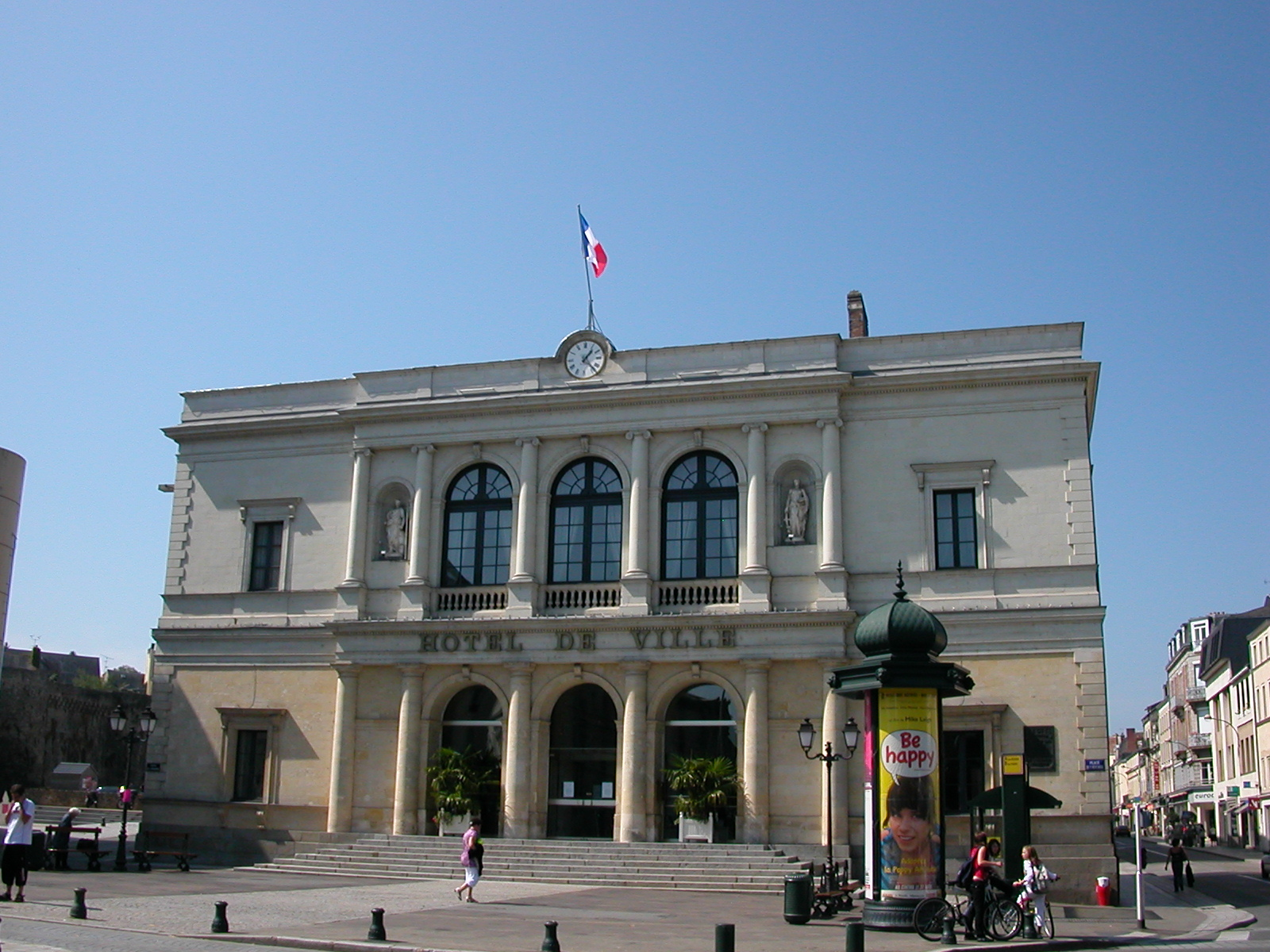
拉瓦勒市政厅

现任拉瓦勒市长为弗洛里安·贝尔科先生，他是社会党的一名成员，在2020年的市政选举中获得53.43%的支持率。
| 拉瓦勒历届市长 |                    |                           |
| 任期           | 市长               | 党派                      |
| 1945－1946年   | 弗朗西斯·勒巴塞    | （不详）                  |
| 1946－1956年   | 阿尔贝·古皮尔      | （不详）                  |
| 1956－1971年   | 弗朗西斯·勒巴塞    | UNR新共和国联盟           |
| 1971－1973年   | 罗贝尔·比龙        | PS社会党                  |
| 1973－1994年   | 安德烈·潘松        | PS社会党                  |
| 1994－1995年   | 伊夫·帕图          | PS社会党                  |
| 1995－2004年   | 弗朗索瓦·多贝尔    | DL民主自由                |
| 2004－2005年   | 罗朗·乌迪亚尔      | UMP人民运动联盟           |
| 2005－2008年   | 弗朗索瓦·多贝尔    | UMP人民运动联盟           |
| 2008－2012年   | 纪尧姆·加罗        | PS社会党                  |
| 2012－2014年   | 让-克里斯托夫·波耶 | PS社会党                  |
| 2014－2020年   | 弗朗索瓦·佐切托    | UDI民主人士和独立人士联盟 |
| 2020－         | 弗洛里安·贝尔科    | PS社会党                  |

在2017年法国大选的第一轮和第二轮选举当中，法国第25任总统马克龙在拉瓦勒分别获得30.92%和81.28%的支持率，均居所有候选人首位。

## 人口
2018年，拉瓦勒市镇人口数量为49,573，在法国排名第131位。其中男性23,583人，女性26,145人，75岁及以上人口占9.2%，外籍人口数量为13,907人，人口密度为1,449人/平方公里，当地居民被称为（男性）或（女性）。2019年，拉瓦勒境内出生611人，死亡人口476人。
| 年份   | 1936   | 1946   | 1954   | 1962   | 1968   | 1975   | 1982   | 1990   | 1999   | 2006   | 2011   | 2016   | 2018   |
| ------ | ------ | ------ | ------ | ------ | ------ | ------ | ------ | ------ | ------ | ------ | ------ | ------ | ------ |
| 人口數 | 28,280 | 32,544 | 34,597 | 39,283 | 45,674 | 51,544 | 50,360 | 50,743 | 50,947 | 51,233 | 50,843 | 49,492 | 49,573 |

## 经济

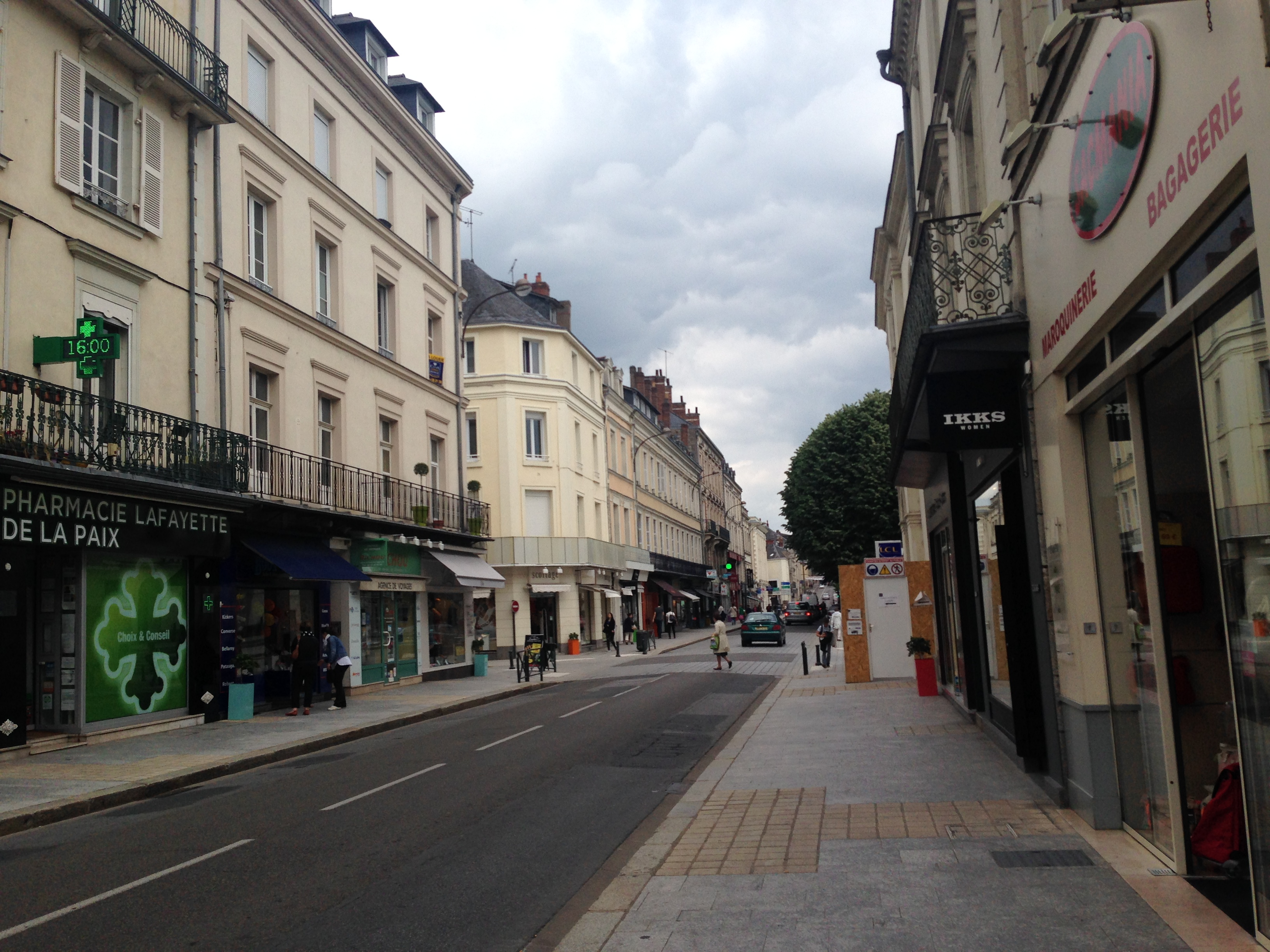
拉瓦勒的一条街道

拉瓦勒是一个区域性的中心城市，当地共有各类用人单位7,549家，平均历史为16年，其中90.17%为中小型企业（PME）。拉克塔利斯集团总部及其下属的和是当地2019年营业额最高的三个企业，分别为2,837,943,963欧元、619,108,327欧元和248,787,012欧元。

## 财政收入
2019年，拉瓦勒的财政收入总额为68,397,800欧元，财政支出总额为61,957,400欧元，当年的债务总额为76,280,600欧元。 2020年，拉瓦勒共获得10,393,340欧元的国家财政补助，比上一年增加了0.02%。
2017年，拉瓦勒的人均月收入总额为2,107欧元，其中高级职员为3,891欧元，低于法国平均水平（4,214欧元）；中级职员为2,212欧元，低于法国平均水平（2,353欧元）；普通职员为1,640欧元，亦低于法国平均水平（1,690欧元）。
2017年，拉瓦勒境内的青壮年（15至64岁）失业率为15.1%，当地48.5%的家庭拥有纳税资格，平均纳税3,348欧元，低于法国平均水平（3,888欧元）。

## 社会事务

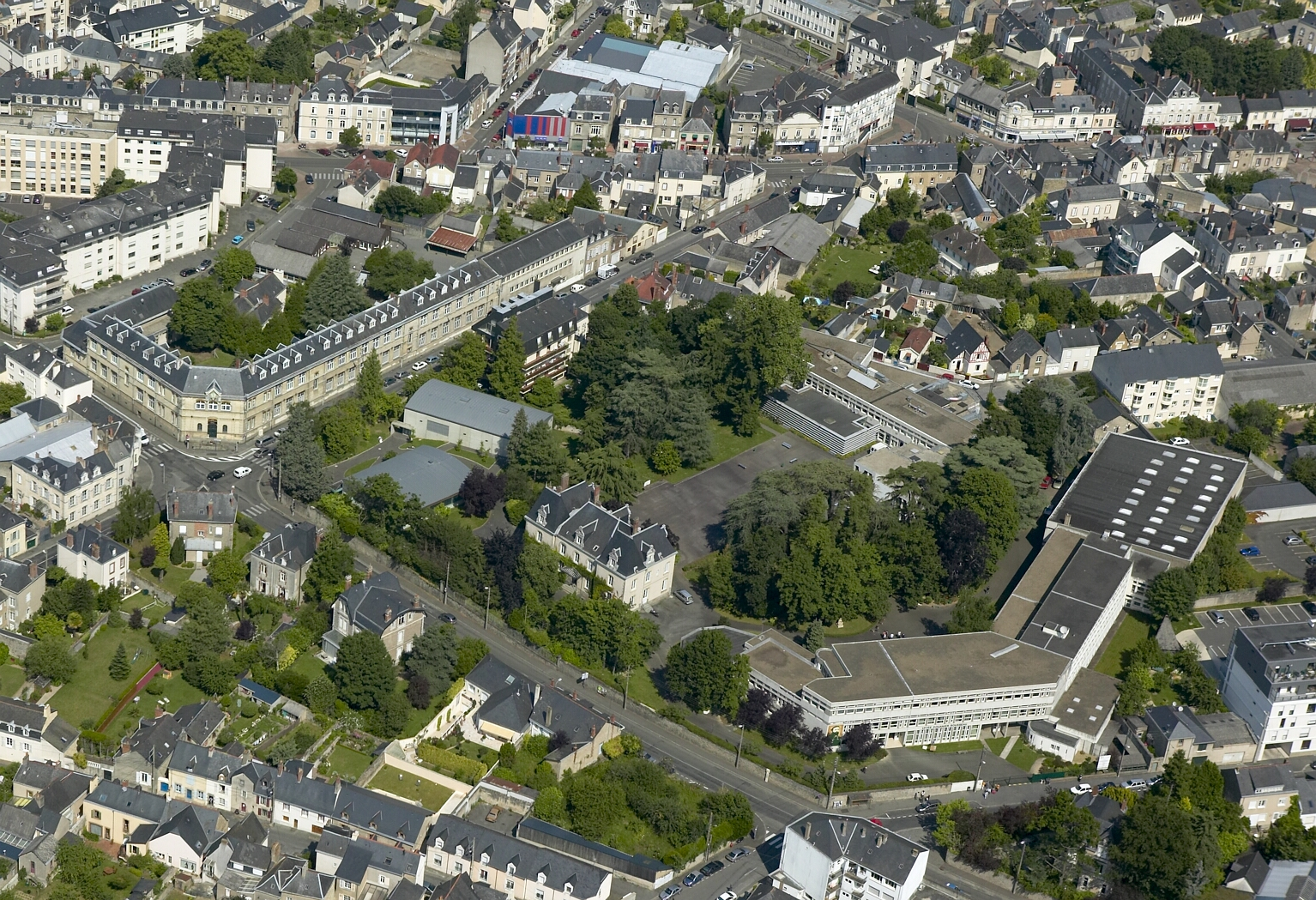
位于拉瓦勒市中心的卢梭高级中学

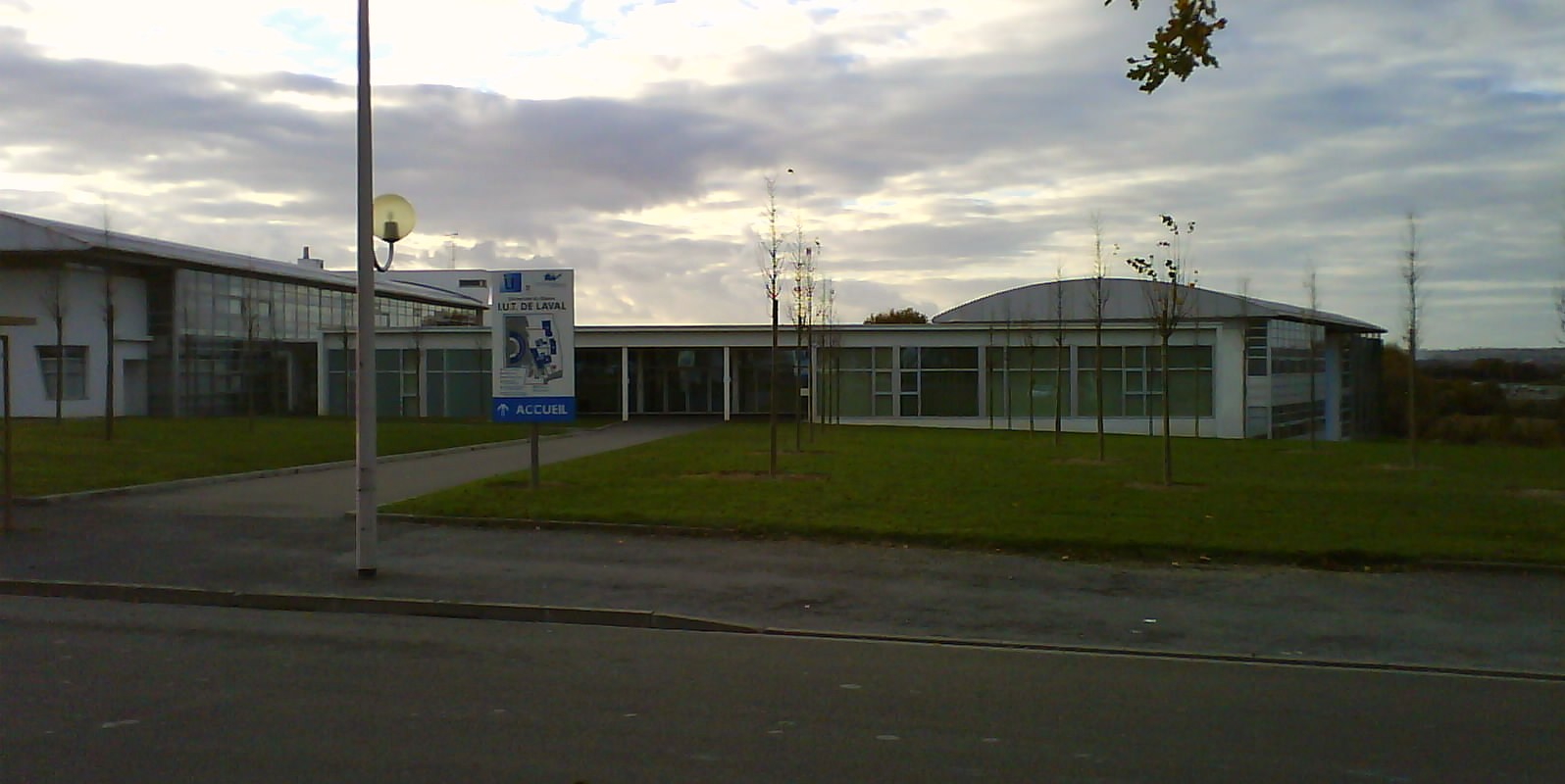
拉瓦勒应用科技学院

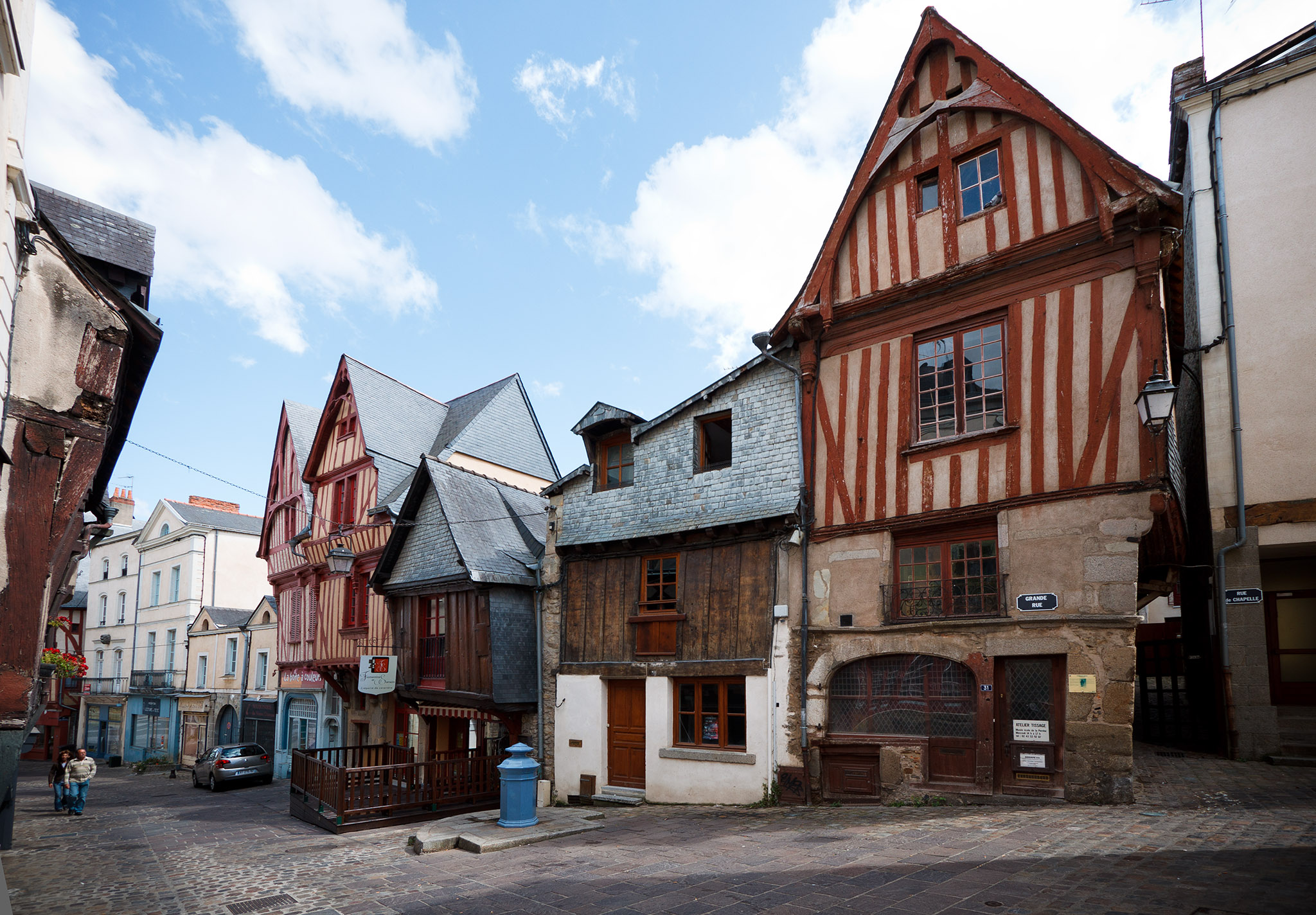
拉瓦勒老城区民居

### 教育
拉瓦勒属于南特学区。截止2018年底，拉瓦勒境内共有11所幼儿园、24所小学、9所初级中学、7所普通高中、4所职业高中和2所农业高中，其中3所学校设有大学校预科班。2019年，拉瓦勒的中等阶段在校学生人数共计10,569人。位于拉瓦勒市区的圣母无罪高级中学（法語：Lycée de l'Immaculée-Conception，私立）毕业班学生高考通过率为99%，其中75%的学生成绩在12分以上（满分20分），是拉瓦勒地区成绩最好的高级中学，在全法国2295所高级中学中排名第215位。
在高等教育方面，马耶讷-拉瓦勒大学城位于拉瓦勒市区北部，自动化电子信息高等学校和航空科技与汽车制造高等学校两所大学校的拉瓦勒分校位于境内，南特大学、昂热大学和勒芒大学的部分学科也在此设有分院，此外，大学城内还设有一所师范学校和一所卫生学校。拉瓦勒应用技术学院和拉瓦勒西部天主教大学也位于境内。

### 医疗
截止2019年1月1日，拉瓦勒境内共有全科医生39名、保健师50名、牙医36名、护士54名、耳科医生4名、眼科医生9名、皮肤科医生4名、助产士5名、儿科医生3名和妇科医生3名。境内共有药房20家、养老院7家、残疾人帮扶中心20家。
拉瓦勒中心医院（Center Hôpital de Laval）是法国的一个区域性医疗机构，其主病区位于拉瓦勒市区西南部，设有床位673个，是当地规模最大的公立综合性医院。

### 住房
2017年，拉瓦勒境内共有各类住房28,379套，其中38.5%为独立式居民区，60.3%为集中式居民区。常住房屋占拉瓦勒市镇范围内居民建筑总量的89.4%。
在住房保障政策方面，2017年，拉瓦勒境内共有8,352户家庭获得了住房经济补助，受益人数占总人口数量的16.8%，其中8,180份为房租补助。

### 商业
2019年，拉瓦勒境内共有各类实体商铺1,067家，其中餐厅147家、大型超市12家、杂货店23家、面包房39家、肉铺20家、书店13家、装饰品店4家、银行门店58家、美容美发店78家、汽车维修店51家。个体性的商铺主要位于拉瓦勒市中心，而拉瓦勒市区东南部和西北部均有大型开放式商业街区（Grande distribution）分布。

### 体育
2019年，拉瓦勒境内共有2家游泳池、18间体育馆、6座综合体育场、19处网球场、2处马术场、14处足球或橄榄球场以及5处篮球或排球场。
拉瓦勒足球俱乐部是拉瓦勒的一个足球俱乐部，成立于1902年，曾参加过13次法国足球甲级联赛，2020至2021赛季参加法国全国联赛（法丙）。其主场弗朗西斯·勒巴塞体育场可同时容纳1.8万观众，是卢瓦尔河地区大区境内的规模第三大的体育场。

## 文化
2019年，拉瓦勒境内共有2家剧场、1家电影院、2家博物馆和1家音乐厅。拉瓦勒市政府提供多媒体中心，向公众全年开放。

### 建筑
拉瓦勒是法国艺术与历史之城，其境内有多处历史建筑，其中阿韦尼耶尔圣母大教堂、拉瓦勒城堡和拉瓦勒主教座堂是法国首批国家文物保护单位。拉瓦勒老桥和拉瓦勒高架桥则是当地的地标性建筑物。

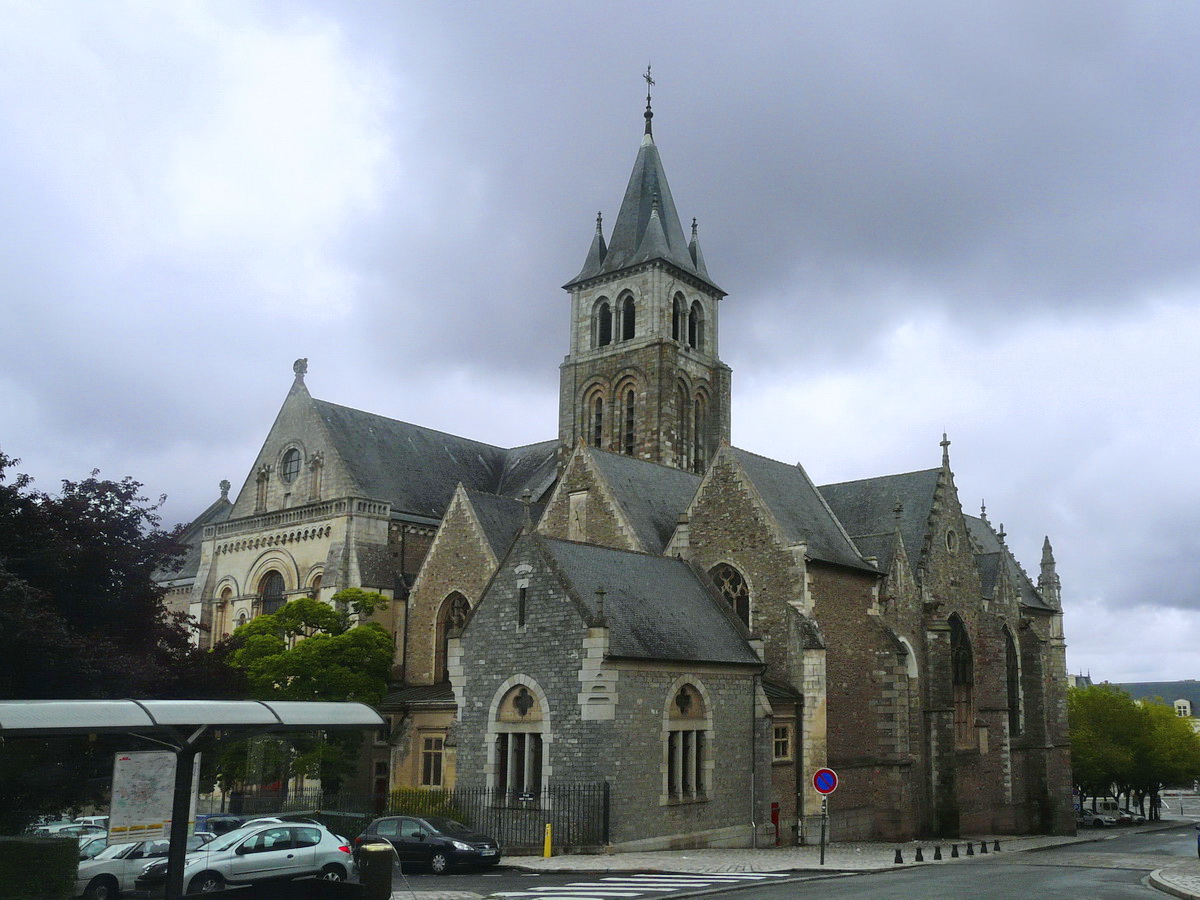
拉瓦勒主教座堂
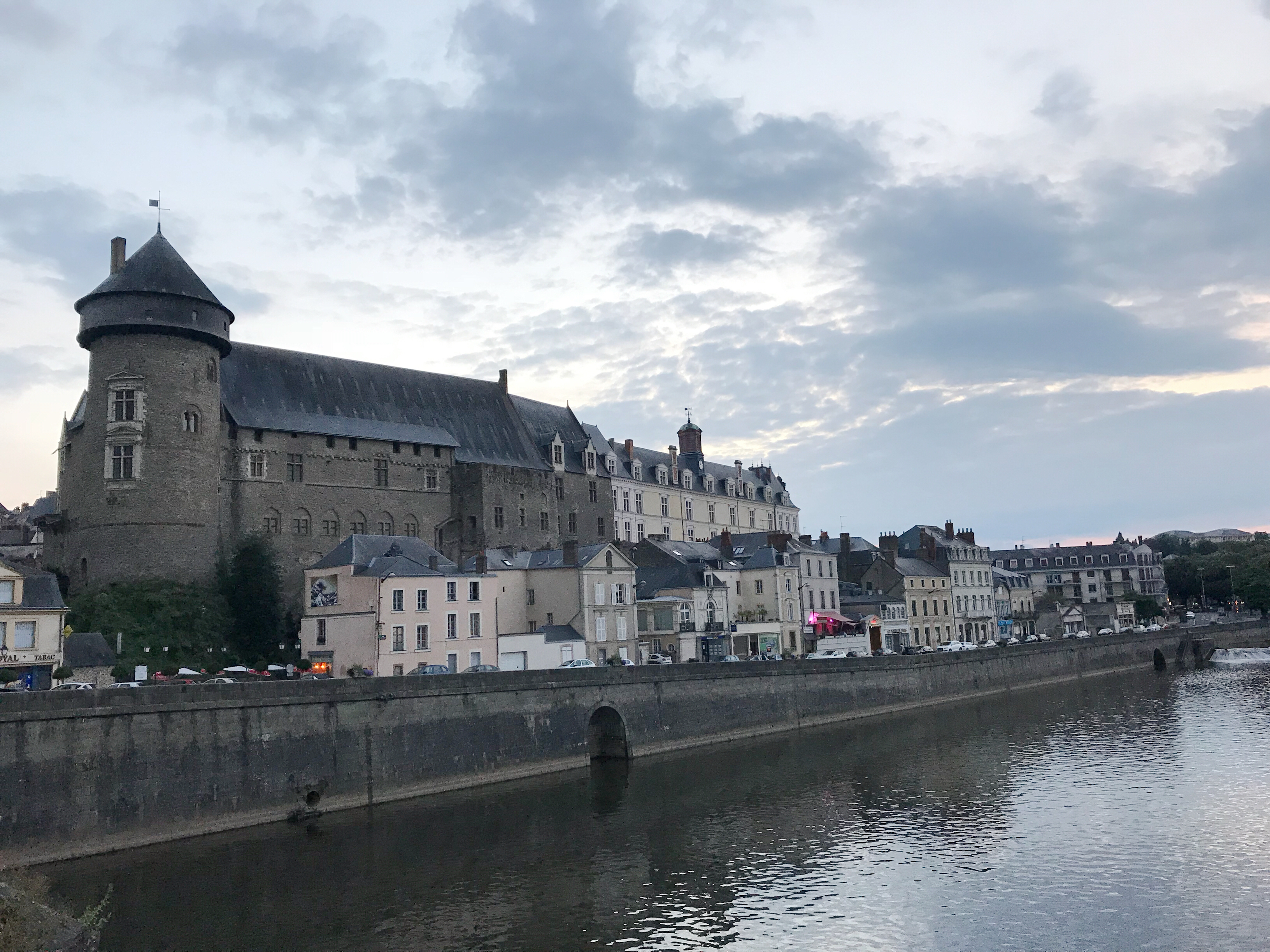
拉瓦勒城堡（法语：Château de Laval）
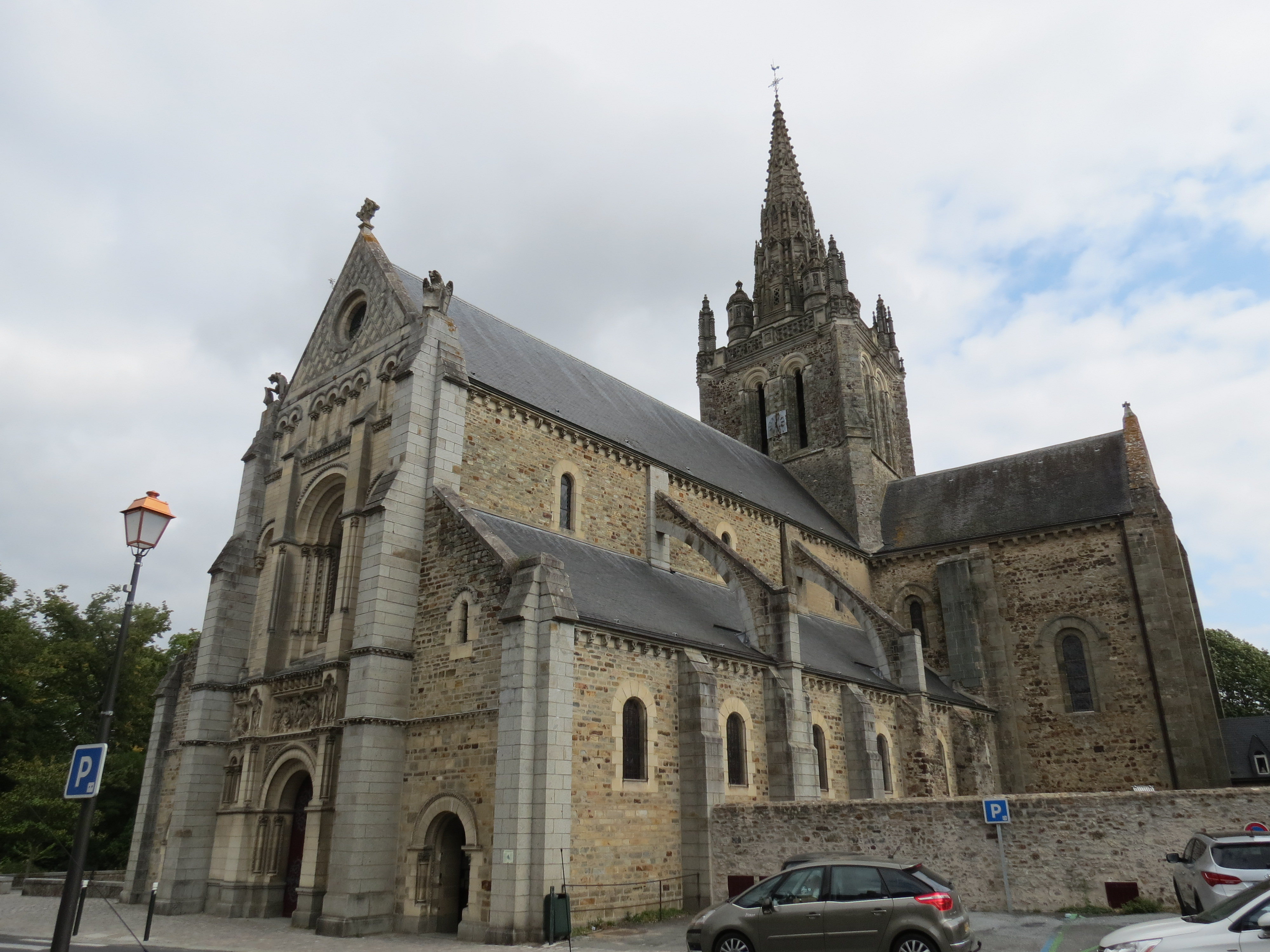
阿韦尼耶尔圣母大教堂（法语：Basilique Notre-Dame d'Avesnières）
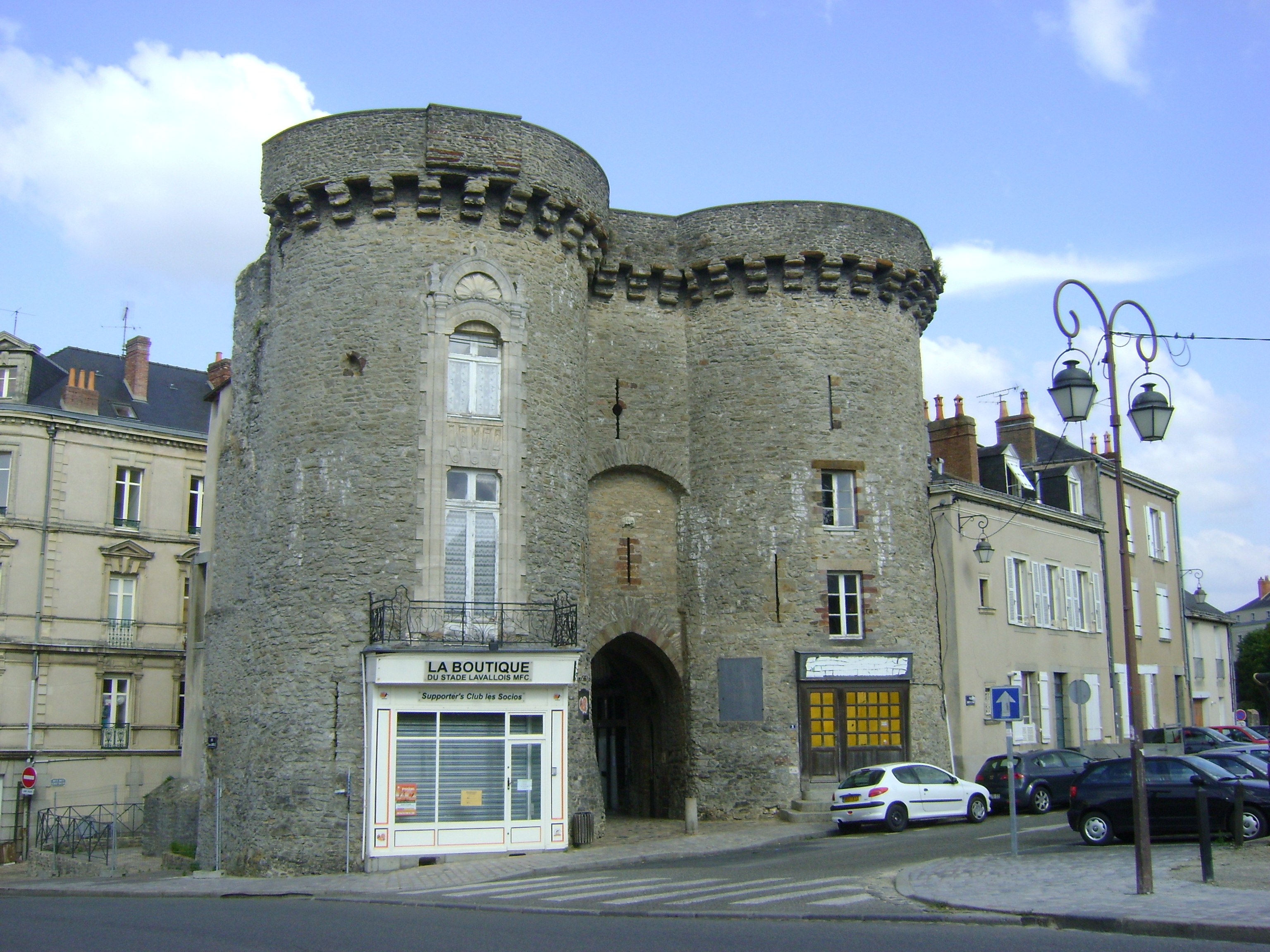
伯什雷斯门（法语：Porte Beucheresse）
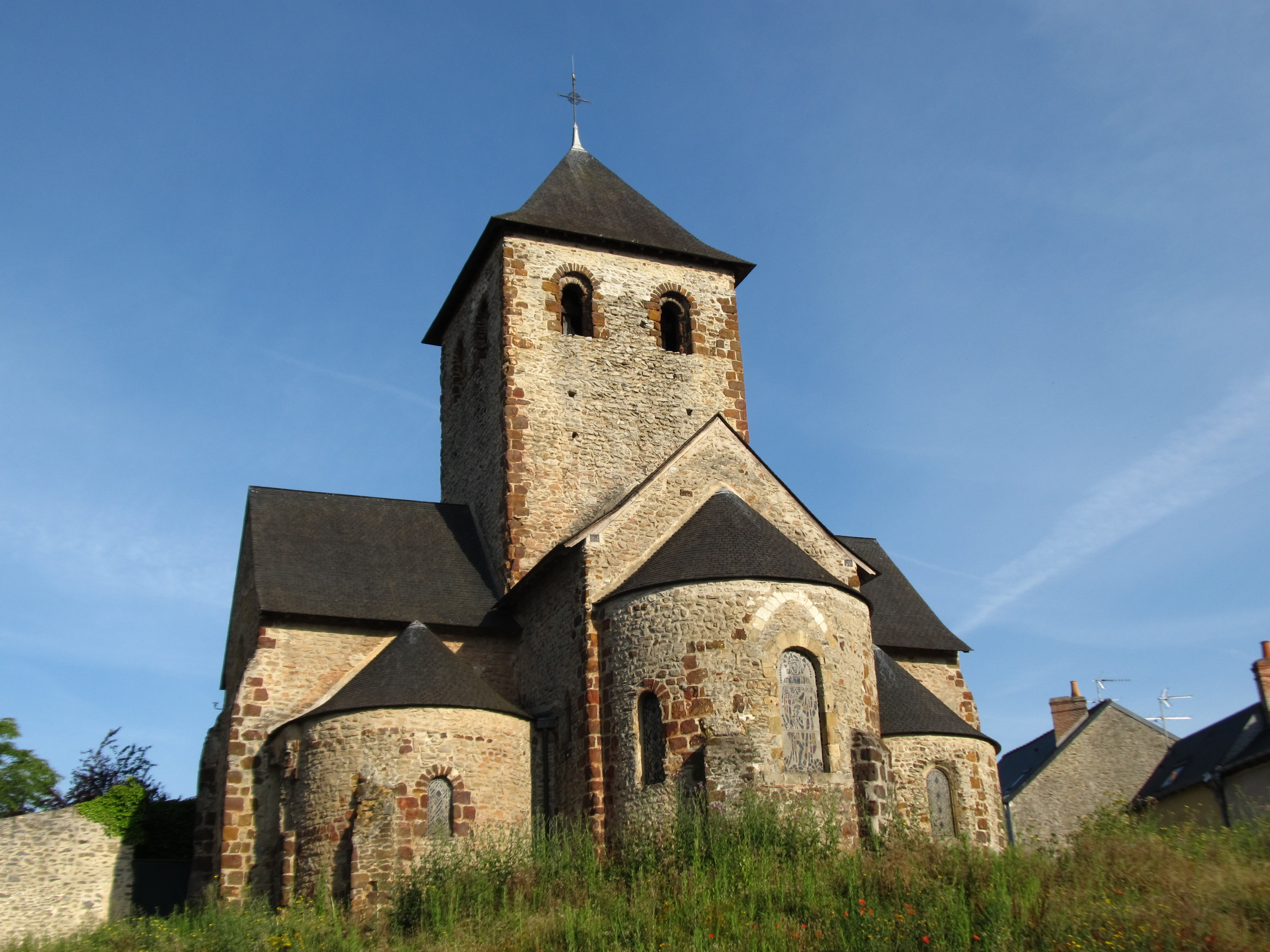
圣马丁教堂
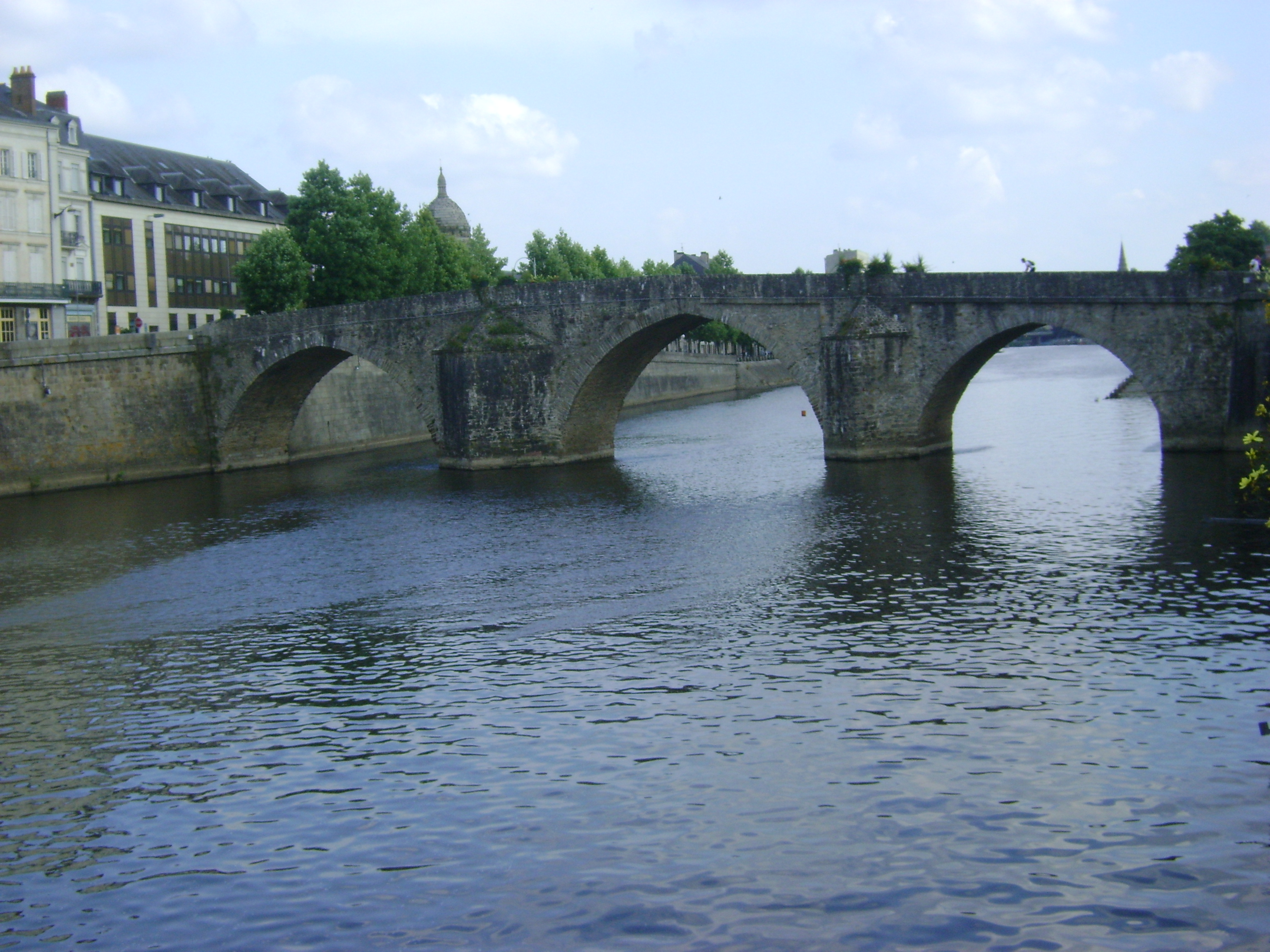
拉瓦勒老桥

### 旅游
拉瓦勒的旅游事务由其所属的公共社区负责。2020年，拉瓦勒境内设有1处旅游接待中心（Office de Tourisme）和13家宾馆共计456间房间。

### 媒体
法国电视三台下属的卢瓦尔河地区大区频道在部分时段播放地区新闻。法国本土主要的国家性广播电台在拉瓦勒均可接收，其中法兰西蓝色电台在拉瓦勒设有分台。《法兰西西部报》是法国一个重要的地方性报社，总部位于雷恩，在拉瓦勒设有分支，负责整个马耶讷省的发行。《马耶讷之信》则是马耶讷省的省级报刊，总部位于拉瓦勒。

## 相关人物
法国文艺复兴市区的医生安布鲁瓦兹·帕雷、画家亨利·盧梭、作家阿尔弗雷德·雅里、哲学家让-马里·居约、自行车运动员吕多维克·蒂尔潘、足球运动员弗兰西斯·科克林和皮埃尔-埃默里克·奥巴梅扬出生于拉瓦勒。

## 友好城市
截至2021年4月，拉瓦勒共与以下9座城市互为友好城市：

| - 英格兰 波士頓 - 希腊 哈尔基季基 - 西班牙 甘迪亞 | - 布吉納法索 加朗戈 - 加拿大 拉瓦勒 - 德国 梅特曼 | - 羅馬尼亞 蘇恰瓦 - 保加利亚 洛维奇 - 美国 莫德斯托 |